# Monarch Motor Car Company (Michigan)
Monarch Motor Car Company war ein US-amerikanischer Hersteller von Automobilen aus Michigan.

## Unternehmensgeschichte
Joseph Bloom gründete das Unternehmen im Frühjahr 1913 in Detroit. Sein Schwager Robert Craig Hupp, Gründer von Hupmobile, war der Konstrukteur. Im August wurde das Werk der Carhartt Automobile Corporation übernommen. Im gleichen Jahr begann die Produktion von Automobilen. Der Markenname lautete Monarch. Bis Mai 1914 waren bereits 150 Fahrzeuge fertig. Hupp wollte expandieren und entwarf einen größeren Motor. Im Mai 1915 mussten neue Investoren aushelfen. Im Frühjahr 1916 folgte der Bankrott. Die Carter Brothers Motor Company aus Maryland übernahm im November 1916 alle Rechte.
Weitere US-amerikanische Hersteller von Personenkraftwagen der Marke Monarch waren Milwaukee Motor Manufacturing Company, Monarch Automobile Company, Monarch Motor Car Company (Illinois) und Monarch Machine Company.

## Fahrzeuge
1913 war der 16 HP das einzige Modell. Er hatte einen Vierzylindermotor. Er war mit 16 PS angegeben, während eine andere Quelle meint, dass er 25 PS leistete. Das Fahrgestell hatte 279 cm Radstand. Zur Wahl standen ein Tourenwagen mit fünf Sitzen und ein Runabout mit zwei Sitzen. Der Neupreis betrug 1050 US-Dollar.
Von 1914 bis 1915 blieb dieses Modell unverändert. Ein kleinerer 16 HP ergänzte das Sortiment. Er hatte den gleichen Motor, aber nur 262 cm Radstand. Der Aufbau war ein viersitziger Tourenwagen. Der Preis war mit 675 Dollar wesentlich geringer.
1916 stand nur der 29 HP im Sortiment. Er hatte einen V8-Motor, der mit 29 PS angegeben war. Der Radstand betrug 318 cm. Der offene Tourenwagen bot Platz für fünf Personen.

## Modellübersicht
| Jahr      | Modell | Zylinder | Leistung (PS) | Radstand (cm) | Aufbau                                  |
| --------- | ------ | -------- | ------------- | ------------- | --------------------------------------- |
| 1913      | 16 HP  | 4        | 16            | 279           | Tourenwagen 5-sitzig, Runabout 2-sitzig |
| 1914–1915 | 16 HP  | 4        | 16            | 262           | Tourenwagen 4-sitzig                    |
| 1914–1915 | 16 HP  | 4        | 16            | 279           | Tourenwagen 5-sitzig, Runabout 2-sitzig |
| 1916      | 29 HP  | 8        | 29            | 318           | Tourenwagen 5-sitzig                    |